# The Hallow
The Hallow ist ein britisch-irischer Horrorfilm von Corin Hardy. Er hatte seine Premiere am 25. Januar 2015 beim Sundance Film Festival 2015. Der Kinostart in Deutschland war am 31. Dezember 2015.

## Handlung
Adam Hitchens, ein britischer Naturschützer, der im Dienste einer Holzfirma einen Wald erkunden soll, zieht mit seiner Frau Claire und seinem kleinen Sohn Finn in ein dortiges abseits des Dorfes gelegenes Haus.
Als Adam eines Tages den Wald erkundet, stößt er in einem verfallenen Gebäude auf einen Tierkadaver mit einer seltsamen Pilzsubstanz, die dessen Körper aufgesprengt hat. Adam nimmt davon eine Probe, bevor er sich auf den Heimweg macht. Währenddessen hat Claire zuhause eine unterkühlte Begegnung mit ihrem Nachbarn Colm Donnelly, während sie Eisengitter demontiert, mit denen unerklärlicher Weise alle Fenster des Hauses versehen sind. Donelly macht dabei keinen Hehl daraus, dass er Adams Tätigkeit im Wald missbilligt.
In der anschließenden Nacht wird das Fenster in Finns Zimmer eingeschlagen, während er darin schläft. Das Paar verdächtig Colm, sie damit vertreiben zu wollen. Dagegen spielt die herbeigerufene Polizei den Vorfall herunter und vermutet, dass es lediglich ein verirrter Vogel war. Der Beamte erzählt ihnen, dass die Einheimischen glauben, dass der Wald von den „Hallow“ bewohnt wird, auch Feen, Todesfeen und Babydiebe genannt. Und dass Donelly diese dafür verantwortlich macht, dass seine kleine Tochter Cora von einem Ausflug in den Wald nicht mehr zurückkehrte. Als Adam später zur Beweissicherung Außenaufnahmen des Hauses und seines vermeintlich eingeworfenen Fensters macht, glaubt er im Wald seltsame Bewegungen auszumachen, kann aber keine Ursache dafür finden.
Am nächsten Tag kommt Adam mit seinem Söhnchen Finn in das Dorf, um das zerbrochene Fenster zu ersetzen. Die Dorfbewohner verhalten sich ihm gegenüber distanziert, da die meisten an die „Hallow“ glauben und Angst haben, dass sich die Geschichte wiederholt. Colm steht währenddessen bei ihnen zuhause unangemeldet im Haus und ermahnt die erschreckte Claire, von hier wieder fortzugehen. Als er geht, lässt er ein altes Buch auf dem Tisch zurück.
Auf der Rückfahrt vom Dorf geht aus unerfindlichen Gründen der Kassettenspieler im Auto kaputt. Unmittelbar darauf scheint sich der Wagen zu verselbstständigen, bevor Adam ihn mit viel Mühe zum Stehen bringen kann. Beim Öffnen der Motorhaube erkennt er, dass im Motor die gleiche seltsame Pilzsubstanz eingedrungen ist, die er Tags zuvor am Tierkadaver in dem alten Gemäuer entdeckt hatte. Als er den Rest des Wagens untersucht, drückt ihn etwas in den Kofferraum und sperrt ihn ein. Adam hört Finn auf dem Rücksitz weinen, als das Auto plötzlich zu wackeln beginnt und jemand vermutlich von außen in das Auto einzudringen versucht. Adam bahnt sich einen Weg durch die Rückbank in den Innenraum und beruhigt seinen Sohn. Als er aussteigt, um die Ursache dieser mysteriösen Begegnung herauszufinden, entdeckt er tiefe Kerben, die von einem großen krallenähnlichen Gegenstand in die Karosserie des Wagens eingeritzt worden sein müssen. Entnervt kehrt Adam mit Finn bei Einbruch der Nacht zu Fuß nach Hause zurück. Als Claire ihm von der erneuten Begegnung mit Colm erzählt, bewaffnet sich Adam mit einer Schrotflinte und fordert Claire auf, die Polizei zu rufen. Kurze Zeit später fällt der Strom aus und sie stellen fest, dass das Haus durchwühlt wurde. Panisch versuchen sie mit dem Auto zu fliehen und entdecken erstmals die Kreaturen, als diese sich von allen Seiten dem Fahrzeug nähern. Die Flucht ist nur von kurzer Dauer, nachdem der fahrende Wagen in einen Graben gelenkt wurde und Adam und Claire ziehen sich mit ihrem kleinen Sohn widerwillig zum Haus zurück, um sich dort auf dem Dachboden zu verbarrikadieren.
Beim Versuch im Schuppen den Notstromgenerator in Betrieb zu nehmen, wird Adam von einer der Kreaturen mit einem Stachel ins Auge gestochen. Als der Generator startet, merken Claire und Adam, dass die Kreaturen von Licht abgestoßen werden. Nachdem sie ihren Sohn Finn in den vermeintlich sicheren Schrank gelegt haben, wenden sie sich dem geheimnisvollen Buch zu, das ihnen Colm hinterlassen hat und entdecken darin zahlreiche Informationen über die Hallow, einschließlich ihrer Verwendung von Wechselbälgern. Plötzlich müssen sie mit ansehen, wie einer der Eindringlinge Finn entführt und übers Dach entkommt. Beim Versuch, das zu verhindern, verletzt sich Adam am Bein und wird bewusstlos. Claire verfolgt die Kreatur in den Wald und kann Finn im letzten Augenblick aus einem Teich bergen. Nachdem Claire mit Finn wieder ins Haus zurückgekehrt ist, beginnt Adam (der mittlerweile wieder bei Bewusstsein ist) zu vermuten, dass Claire anstatt ihren Sohn tatsächlich einen Wechselbalg ins Haus gebracht hat. Claire weigert sich dies zu glauben, weshalb zwischen ihnen ein Streit ausbricht. Währenddessen bemerkt Claire, dass Adam durch den Pilz, der ihm durch den Stachel injiziert wurde, zu mutieren beginnt. Aus Angst um ihre und Finns Sicherheit sticht sie Adam nieder und flieht mit Finn zu ihren Nachbarn Colm Donelly, der sie jedoch mit einer Waffe in der Hand zum Verlassen seines Anwesens zwingt, weil er selbst Angst vor den unheimlichen Vorgängen im Wald hat.
Der verwundete Adam tritt derweil mit einer aus einer Sense improvisierten Fackel aus seinem Haus und folgt den Schreien seines Sohnes in den Wald. In dem alten Gemäuer stößt er auf die Hallow, die er mit seiner Fackel auf Distanz halten kann. Er entdeckt sein Söhnchen, das von einem älteren mutierten Mädchen, offensichtlich Colm‘s Tochter Cora, auf dem Arm gehalten wird und versucht es, Cora zu entreißen.
Etwa zur gleichen Zeit wehrt die im Wald umherirrende Claire eine Gruppe von die Hallow mit den Licht ihres Blitzgeräts ab. Schließlich trifft sie auf Adam, der sie davon überzeugt, dass er den echten Finn hat. Sie tauschen die Babys aus, bevor Adam von einer der Kreaturen tödlich verwundet wird. Schließlich geht wieder die Sonne auf und der sterbende Adam sieht mit Genugtuung, wie das Licht die Kreaturen zum Rückzug zwingt und den Wechselbalg zerstört. Claire schafft es mit ihrem Sohn zurück ins Haus, 
wo sie aus Kummer und Erleichterung in Tränen ausbricht.
Im Abspann, beginnt eine Holzfirma den Wald zu fällen. An einigen der verladenen Holzstämme erkennt man die daran haftende mysteriöse Pilzsubstanz.

## Kritik
Bei Rotten Tomatoes sind 72 % der Kritiken positiv bei insgesamt 46 Kritiken; die durchschnittliche Bewertung beträgt 6,3/10. Im Kritikerkonsens heißt es: „Vor dunkler Atmosphäre triefend und teilweise ergreifend, ist Corin Hardy mit The Hallow ein wunderbar grauenerregender Film gelungen.“ (englisch „Drenched in dark atmosphere and bolstered with some real emotion underneath all the chills, The Hallow suggests a wonderfully horrifying future for director Corin Hardy.“)
Der Filmdienst urteilt, der Film erschöpft „sich weitgehend in der geschickten Zusammensetzung genretypischer Motive und Inszenierungsstrategien“. Dabei „ist er durchaus konsequenter und glaubhafter als vergleichbare Filme und veranschaulicht die Dynamik der Familienpsychologie und der familiären Liebe“.

## Auszeichnungen
Der Film gewann beim Screamfest Horror Film Festival 2015 in den Kategorien Beste Regie (Corin Hardy), Beste Kamera (Martijn van Broekhuizen), Beste Filmmusik (James Gosling), Beste Spezialeffekte und Bestes Makup. Beim Toronto After Dark Film Festival 2015 erhielt der Film Auszeichnungen als bester Horrorfilm, gruseligster Film (Fans Choice Award) und für das beste Filmposter. Bei den British Independent Film Awards 2015 wurde The Hallow zudem für den „Douglas Hickox Award“ nominiert.